# Білоруська автокефальна православна церква
Білору́ська автокефа́льна правосла́вна це́рква (біл. Беларуская аўтакефальная праваслаўная царква, Biełaruskaja aŭtakiefalnaja pravasłaŭnaja carkva) — східно-православна церква білоруських громад, заснована в 1922 році в результаті відокремлення білоруських єпархій від Московського патріархату. У 1927 році вона оголосила свою автокефалію. У 1945-1950 рр. мала парафії в Австралії, Західній Європі (Англія, Бельгія, Німеччина, Франція) та Північній Америці (США, Канада). Використовує у своїй літургії візантійський обряд, а служби відбуваються білоруською мовою. Допомагає білорусам зберегти свою національну спадщину. 
Має друковані видання: «Голос Церкви» та «Церковний посланець». Діяльність у штаті Нью-Йорк регулюється статтею 18 (Церква Білоруської автокефальної православної церкви в Америці, розділи 336-352) Закону про релігійні асоціації 2006 року. З 11 травня 2008 року главою одного з відгалужень БАПЦ, афільованого з УПЦ-КП, служить колишній громадянин України, а нині - США єпископ Святослав (Логін).
Юридично в Республіці Білорусі її не існує. Однак у Білорусі існує суспільно-релігійне Білоруське християнське об'єднання ім. св. Софії Слуцької, мета діяльності якого — пропаганда ідеї відновлення БАПЦ у Білорусі.
Території в Білорусі входять до складу Київської митрополії, яка перебувала в юрисдикції Вселенського патріархату Константинополя понад 1000 років. Антиканонічно Московський патріархат анексував ці церковні землі у Вселенського патріархату. Частиною Київської митрополії була Польська православна церква, яка отримала свою автокефалію в 1924 році від Вселенського патріархату. 6 січня 2019 року православна церква України отримала свою автокефалію від Вселенського патріархату. Зараз порушується питання отримання автокефалію від Материнської церкви Вселенського патріархату Церквою Білорусі. Юрисдикція Московського патріархату, згідно із Свідоцтвом про автокефалію 1589 р., поширюється лише на межі Російської держави. Історична православна Литовсько-Руська митрополія Константинопольського патріархату в 1596 році встановила єдність зі Святим Престолом і тепер функціонує як Білоруська греко-католицька церква.

## Історія

### 1922-1946 роки

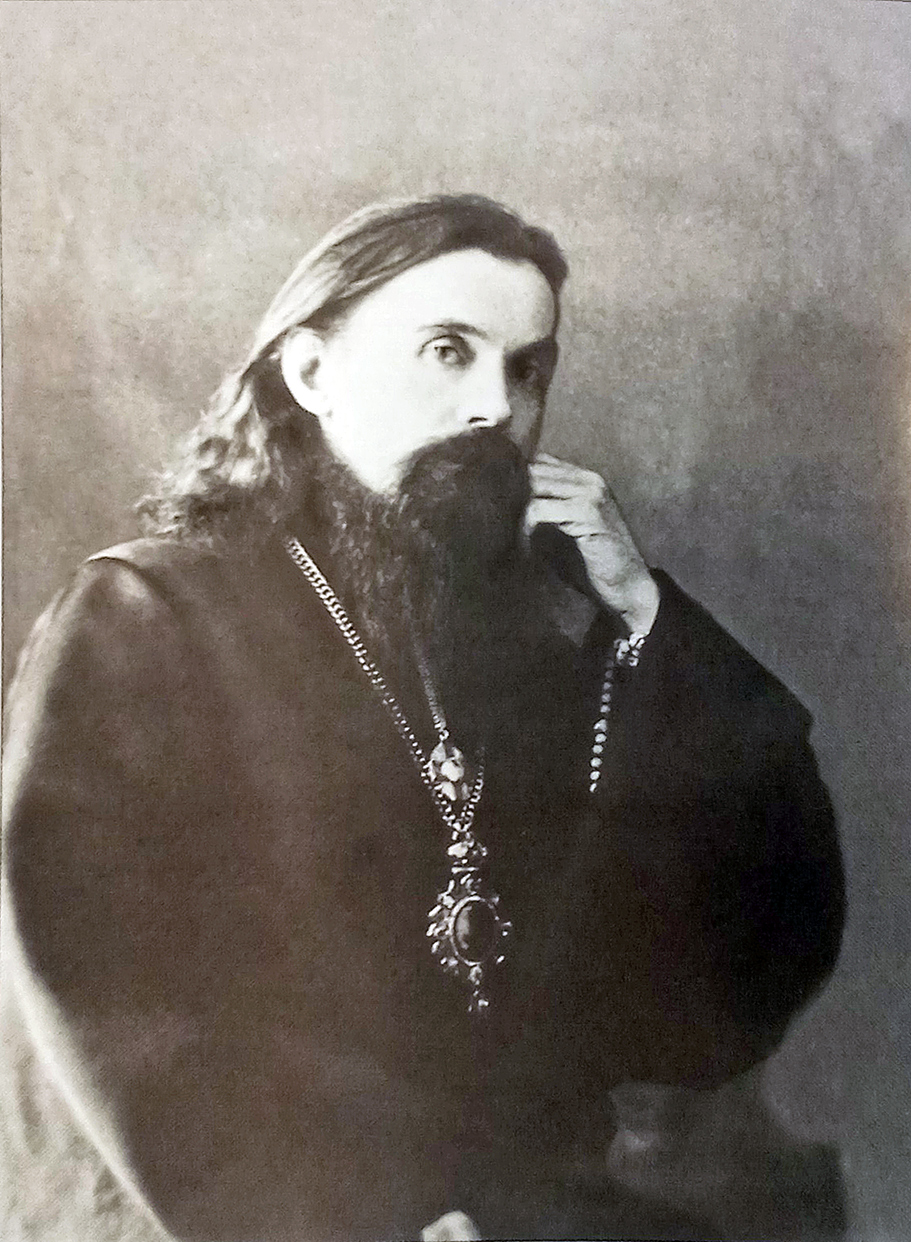
Мінський митрополит Мельхиседек, перший предстоятель БАПЦ (до 1931 р.)

Історія формування Білоруської православної автокефалії починається з часів Великого князівства Литовського (ВКЛ), з періоду князювання Вітовта, який багато зробив для становлення Велико-Литовської православної митрополії.
Біблія Франциска Скорини стала третьою у Європі і з'явилась майже на сторіччя раніше, ніж Біблія Івана Федорова.
Так чи інакше, але історичним фактом залишається те, що Церковний собор, скликаний в Пінську у 1791 році, проголосив автокефалію православної церкви. Однак у результаті воєн білоруські землі були приєднані до Російської імперії, і автокефалія була ліквідована.

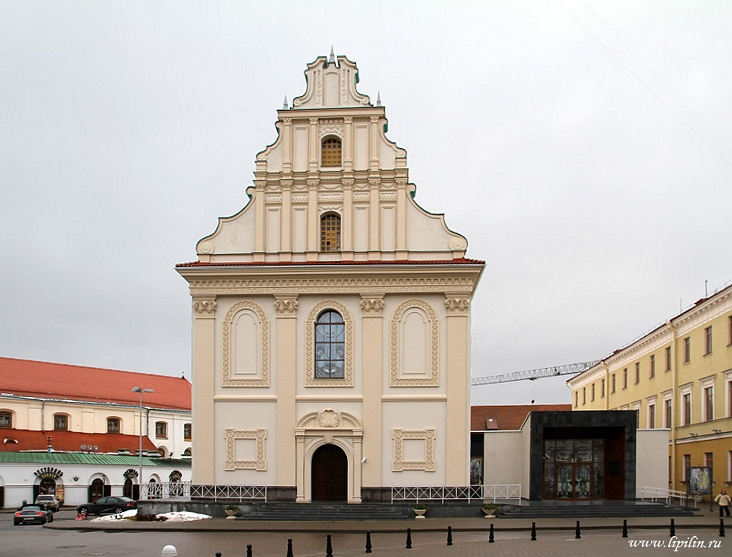
Православна церква Святого Духа (Мінськ), де 23 липня 1922 р. була проголошена Мінська митрополія

У залежності від того, як мінялась влада, структури БАПЦ то відроджувались, то зникали. 23 липня 1922 року мінський єпископ Мельхіседек (Паєвський) скликав з'їзд єпархії, який оголосив у кафедральному соборі про створення незалежної від Московського патріархату Білоруського митрополії. Митрополитом обрано єпископа Мельхіседека, було висвячено трьох нових єпископів: Бобруйського Філарета — колишнього професора Мінської духовної семінарії, Мозирського Яна та Слуцького Миколу — колишнього настоятеля Слуцького собору.
9 серпня 1927 року бобруйський єпископ Філарет скликав з'їзд Білоруського православної церкви (БПЦ) за участю представників 333 парафій Бобруйської, Борисовської, Мозирської, Мінської, Слуцької єпархії та одного благочиння Оршанськой єпархії. Собор оголосив автокефалію і вибрав самостійне керівництво. Станом на 1 січня 1928 року 399 священиків БАПЦ несли службу в 344 парафіях.

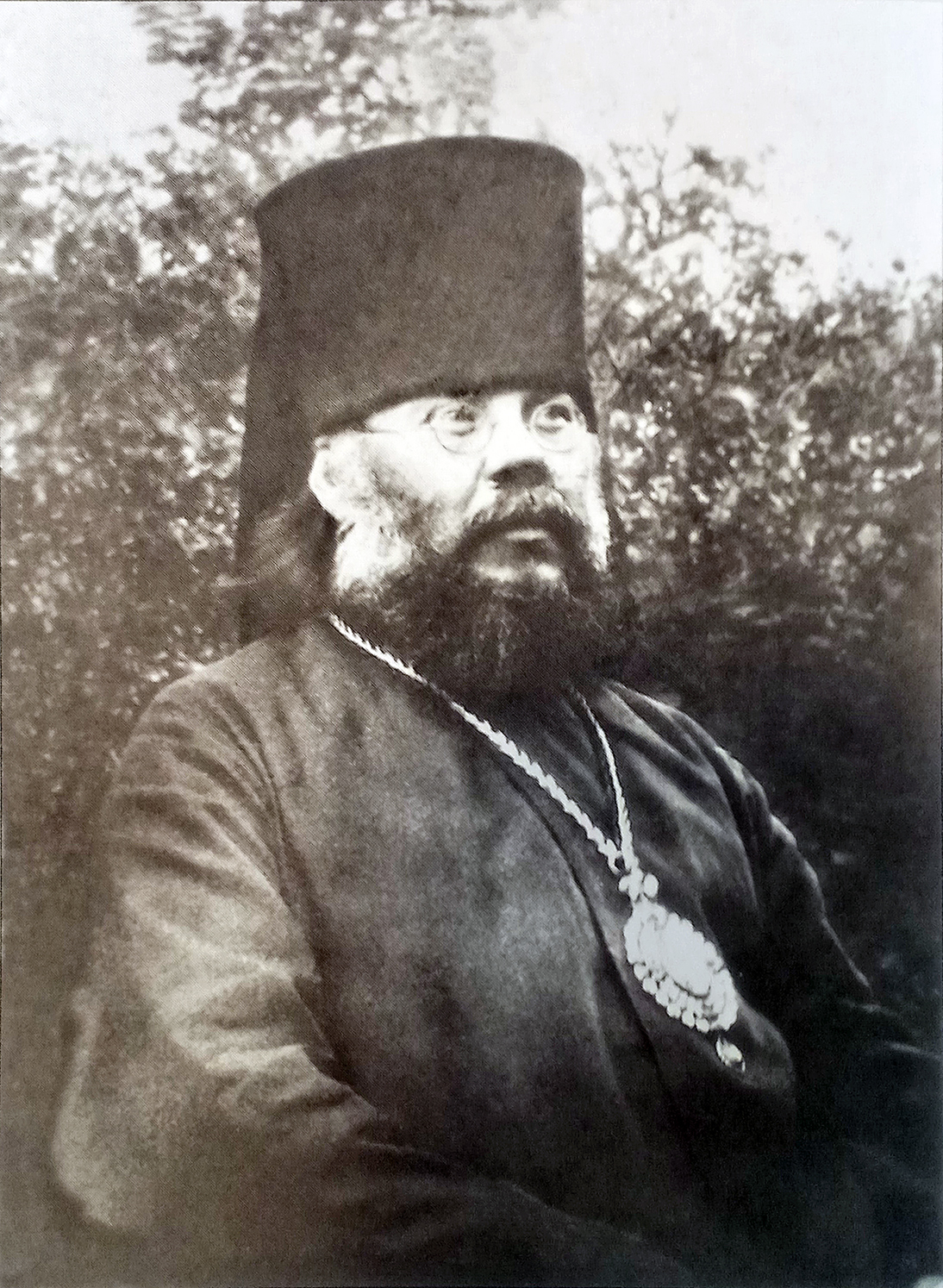
Єпископ Бобруйський Філарет, 2 -й Предстоятель БАПЦ (у 1930-х роках)

У 1935 році розпочались репресій проти духовенства БАПЦ. До 1937 року більшовики практично повністю знищили БАПЦ, сфабрикувавши «справу» про контрреволюційну змову під назвою «Білоруська автокефальна церква», посадивши до тюрем та розстрілявши більшість активістів церкви на чолі з єпископом Філаретом. Так на 24 червня 1938 року продовжували діяти тільки 2 парафії, в Орші та Мозирі . До 22 червня 1941 року в БРСР, через переслідування священиків, не залишилося легально відкритих церков. Священики Антон Северин, Федір Альхимович, Григорій Медведєв, Микола Севрук, Іван Савицький, а також віруючі Дмитро Маєвський, Іван Свірського та скарбник БАПЦ Роман Сокур продовжували проводити служби підпільно .
3 жовтня 1941 року німецький Генеральний комісаріат Білорусі дозволив відновити Білоруський православну церкву за умови її автокефального управління. У 1942 році німецька влада змусили залишився єпископат провести ВсебІлоруський церковний собор. Незважаючи на те, що сталося в 1942 року засвоєння митрополією офіційного найменування «Свята Православна Автокефальна Білоруська Церква», що входили до її складу ієрархи відмовилися здійснити неканонічність проголошення повної церковної незалежності. Більш того, статут Білоруської митрополії припускав можливість засвоєння автокефального статусу тільки після отримання згоди з боку всіх Помісних Православних Церков. У березні 1942 року Собор єпископів поділив Білоруський митрополію на 6 єпархій. 30 серпня—2 вересня відбувся Всебілоруське церковний собор з участю 3 єпископів, 65 священиків і 65 представників від віруючих, який негайно оголосив автокефалію БПЦ 128-мю голосами За, утрималось троє.
Розвиток наступальної операції Червоної армії спричинило евакуацію білоруського єпископату і декількох десятків кліриків на Захід. В умовах еміграції продовжилася діяльність Собору єпископів, Священного Синоду СПАБЦ і синодальної канцелярії, що потягло за собою виникнення Білоруської митрополії в діаспорі на чолі з митрополитом Пантелеймоном (Рожновського). Не відходячи від найменування «Свята Православна Автокефальна Білоруська Церква», що вимагало б проведення відповідних змін у Статуті, білоруські архиєреї вже з початку 1945 року стали позиціонувати подану ними релігійну організацію з вживанням неофіційного найменування — Білоруська митрополія.

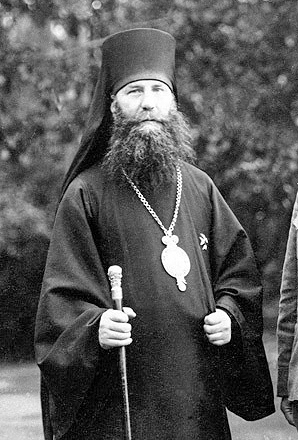
Митрополит Мінський Пантелеймон, 3-й Предстоятель БАПЦ (1942-1946)

Після півтора років перебування в Західній Європі білоруський єпископат негласно ініціював питання переходу в юрисдикцію Російської Православної Церкви Закордоном. 10 січня 1946 р ієрархи СПАБЦ направили офіційне звернення з проханням про приєднання до Російської Зарубіжної Церкви «на правах, рівних з усіма православними зарубіжними єпископами до часу відкриття можливості повернення на рідну землю». На засіданні Архиєрейського Синоду РПЦЗ, що проходив 23 лютого 1946 р прохання білоруських архиєреїв було задоволено. Те, що відбулося фактично завершило історію незалежного існування СПАБЦ. 
У 1946 році цими єпископами в м. Торгсхайм видавався журнал "Беларускі царкоўны голас".

### 1948-2000 роки
Серед білоруської еміграції знайшлися й активні прихильники автокефалії, які звернулися за допомогою до неканонічної Української автокефальної православної церкви (УАПЦ) з проханням створити для них Білоруську автокефальну православну церкву. Глава УАПЦ Полікарп (Сікорський) благословив єпископа Сергія (Охотенко) прийняти їх під свій омофор.
5 червня 1948 року в місті Констанці був проведений Собор, який оголосив про створення Білоруської автокефальної православної церкви і обрав її архиєпископом Сергія (Охотенко).
Друкованими органами БАПЦ були газета "Зьвіняць звани Сьвятой Сафії" (Регенсбург) та "Праваславни беларус" (видавався з 1946 року по початок 1950-их років).
У 1949 році єпископом БАПЦ був обраний мирянин, незадовго до обрання прийнявший чернечий сан, доктор богословія архимандрит Василій (Тамашчык Уладзімер, 15.04.1900—09.06.1970). 
Василій (Тамащик) - у 1951-1970 роках керуючий Американською єпархією БАПЦ, одночасно був секретарем БАПЦ. 
Після дозволу виїзду білоруських емігрантів з Німеччини архиєпископ Сергій виїхав до Австралії, а єпископ Василь — у США. На початку 1950-х років лідери церкви і більшість її прихильників переселилися до Канади і США. 
У 1951 році була утворена "Білоруська церковна рада Північної Америки", яку очолювали Миколай Лапіцький - засновник і настоятель парафії св. Євфросинії у м. Саут-Рівер, штат Нью-Джерсі (у 1951-1976 роках), та Святослав Ковш (з 1976 року) - настоятель парафії св. Кирила Туровського в районі Річмонд-Хілл, Нью-Йорк. Ця структура мала офіс за наступною адресою: Committee of Byelorussian Greek - Orthodox Church , 192 Turnpike Road , South River , NJ.
Активно підтримали нову структуру тогочасні політичні лідери білоруської еміграції у США: Мікалай Абрамчик - президент Ради БНР у вигнанні, та перший голова Білоруського Конгресового комітету Ніколас Скорс. 
У 1952 році білоруський національний активіст та історик Михайло Белемук (Міхась Белямук), роки життя 1924-2014, мешканець м. Клівленд (штат Огайо), зареєстрував у місті Клівленд (штат Огайо) релігійну громаду "Матері Божої Жировицької білоруська православна катедра".  Згодом, у 1968 році цю громаду очолив після Белямука єпископ Олександр (Крит).
Крім того, в околицях Клівленду з 2001 року по 2006 рік юридично існувала "Американська Європейська дієцезія Білоруської Автокефальної Православної Церкви", яку зареєстрував висвячений у 1997 році в юрисдикції УПЦ США священик Дмитро Бєлєнький. 
Перед тим, у 1951 році священик Стефан Войтенка заснував парафію БАПЦ на честь Жировицької Богоматері в м. Хайленд-Парк, у 1963 році переведену в м. Нью-Брансвік. Для цієї ж парафії священик Олександр Яновський заснував на початку 1970-их років окреме білоруське православне кладовище у м. Іст-Брансвік.
У вересні 1957 році  на соборі, який відбувся в білоруському парвославному храмі св. Євфросинії Полоцької в місті Саут-Рівер, була утворена "Рада Беларускай Аўтакефальнай Праваслаўнай Царквы". 
Керівництвом БАПЦ видавалися церковні часописи: «Божым шляхам» ( Париж, а потім Лондон), «Беларуская царква» (Чикаго), «Голас царквы» (Нью-Йорк), "Царкоўны Сьветач" (Саут-Рівер, під редакцією священиків БАПЦ Лапіцького і Ковша), нерегуярна газета  "Царкоўны пасланец". 
Станом на 1958 рік, крім собору св. Кирила Турівського в районі Бруклін (Нью-Йорк), відкритого 3 листопада 1957 року під керівництвом Василія (Томащика, або Тамащика), існували також парафії БАПЦ у містах Саут-Рівер (Нью-Брансвік) та Клівленд. У Брукліні першими священиками БАПЦ служили Хведар Данилюк і Сьцяпан Войтанка.
Обраний у 1957 році керівником так званого "Православного кафолічного патріархату Америки" архієпископ-митрополит Петро (Андреас Журавецький, 1901 року народження, родом з містечка Угнів у сучасній Україні) помер у 1991 році. Від нього отримав висвяту владика Владислав (Рижий-Риський), який заснував нову церкву під назвою "Byelorussian Patriarchate of St. Andrew the Apostle the First Called", з кафедральним собором і консисторією в мікрорайоні Шраб-Оук у місті Йорктон (штат Нью-Йорк). Його конфесія стала новою гілкою білоруської православної спільноти. Згодом, уже 14 січня 1972 року його релігійну структуру перереєстровано під новою назвою: "Cathedral Of Learning Of American World Patriarchates of Orthodox Catholic Church", також у мікрорайоні Шраб-Оук.  Владислав Рижий помер у 1978 році. Крім того, в лютому 1972 року під керівництвом його брата Емігдіуша Рижого зареєстрована благодійна релігійна організація "Cathedral Of Learning Of American World Patriarchates Inc" в містечку Оссінінг у штаті Нью-Йорк (19 Aqueduct St, Ossining, NY), в статусі духовної семінарії. 
Спочатку цією організацією керували проживаючі в Оссінінгу єпископ Емігдіуш Ризи і його дружина Ядвіга Ризи-Піваварчик, обидва родом з Білорусі. Емігдіуш прийняв священство і був відомий, як архієпископ Юрій. У 2003 році написав і видав книгу "Мой криж" 
Після смерті в 2015 році Емігдіуша, організацію очолив син останнього - Петро Ризи, також другим бенефіціаром стала дочка єпископа Дорота Ризи, вони обидва стали бенефіціарами ще у 1997 році. 
Третьою зареєстрованою структурою в 2023 році стала діюча у штаті Міссурі компанія "American World Patriarchates", яку очолив православний єпископ західного обряду Майкл Джеймс Клайн (Michael James Kline), проживаючий у місті Індепенденс цього штату (434 Sundown Dr, Independence, MO). 
У 1968 році були висвячені ще два єпископи БАПЦ. В кінці 1960-х — початку 1970-х кілька парафій БАПЦ перейшли в Американську архиєпископію Константинопольського патріархату. З них в 1971 році була створена Білоруська рада православних церков в Північній Америці. 
У 1972 році після смерти архиєпископа Сергія первоієрархом БАПЦ був обраний єпископ Андрій (Крит), якому було присвоєно титул митрополита. Владика Андрій жив і служив з 1968 року при парафії Жировицької ікони Богоматері в місті Клівленд (штат Огайо). Також при цій же парафії в даний період служили священиками Олександр Личко, Яхим Якіменка, Григорій Кістнер, Максим Таупека, Міхась Страпко (висвячений на священика єпископом Миколаєм (Мацукевичем) у Клівленді в 1981 році).
Консисторія Андрія (Крита) знаходилася за адресою: Byelorussian Autocephalic Orthodox Church in the USA, Most Rev. Archbishop Andrew,  3517 West 25th Street, Cleveland , Ohio 44109.
У 1973 році БАПЦ розділилася на дві єпархії — Американо-Австралійську та Канадсько-Європейську. В Раду БАПЦ, крім митрополита Андрія і єпископа Миколая, входили також протропресвітер Явген Смарщок, прот. Олександр Кулаковський, прот. Ян Абабурка (Великобританія), прот. Васіль Кендиш (настоятель у м. Хайленд-Парк, штат Нью-Джерсі), а також миряни: Васіль Чичеліс, Карп Стар, Ян Пекарскі, Янка Бруцкі, Явген Лисюк, Васіль Русак, Міхась  Тулейка, Мікалай Ганько, Генадзі Дубяга, Пьотр Маньковскі, Володимир Бакунович.  
"Білоруська церковна рада" у Нью-Йорку періодично випускала щорічні видання, зокрема:" Беларуски праваслаўны каляндар" на 1968, 1970, 1973 роки. 
У 1980 році в середовищі ієрархії БАПЦ почалися внутрішні конфлікти, які призвели після смерти митрополита Андрея в 1983 році до розколу на дві групи, кожна з яких обрала власного митрополита ("Беларуская аўтакефальная праваслаўная царква за мяжой", та "Беларуская праваслаўная царква Паўночнай Амерыкі"). 
Під керівництвом митрополита Ізяслава (Бруцький) опинилися 3 приходи в Англії, 2 в Австралії і 1 в США, а під керівництвом митрополита Миколая (Мацукевича), на якого разом з дияконом Володимиром Русаком оголосив анафему та екскомуніку Нью-Йоркський Собор єпископів БАПЦ (угруповання Ізяслава) — 5 парафій в США, 1 в Канаді і 1 в Австралії.
Центром юрисдикції Миколая (Мацукевича) приблизно з 1985 року і до смерті останнього 2002 року була парафія св. Кирила Турівського в м. Торонто, розташована за адресою: Church of St. Cyril of Turau, 524 St. Clarens Avenue, Toronto, ON, Canada. Цей будинок був офісом "Білоруської канадської спільноти", голова якої - доктор Раїса Жук-Гришкевич приміщення для владики Миколая. 
Як повідомляє Джон Садовський у своїй книзі "Історія білорусів у Канаді", білоруська парафія св. Кирила в м. Торонто існує з 1959 року (John Sadouski , A History of Byelorussians in Canada ( Belleville , Ontario : Mika Publishing , 1981, page 130).
Священиками БАПЦ в Торонто служили Сьцяпан Войтанка, Міхась Тулейка, Мікола Гарошка.
Після 1991 року почали робитися спроби перенести діяльність БАПЦ на територію Білорусі, які не мали успіху.
10 вересня 1997 року Предстоятель БАПЦ митрополит Ізяслав (Бруцький) відвідав Київ, вступив у євхаристійне єднання з митрополитом Філаретом (Денисенком), та заявив про намір створювати в Україні білоруські православні парафії, оголосивши про це у розмові з кореспондентом газети "Україна молода" Юрієм Дорошенком, прес-секретарем Філарета.

### 2000-2023 роки
Після смерти одного з митрополитів — Миколи (Мацукевич) (2002 рік), другий — Ізяслав (Бруцький) об'єднав обидві частини, які розкололися раніше, в юрисдикції БАПЦ під своїм началом. 
Однак ще одним новим митрополитом і головою БАПЦ у 2002 році оголосив себе Олександр Сологуб (з титулом "мітрапаліта Барысаўскага і Гайленд-Паркскага") — якого раніше висвятив на єпископа митрополит Миколай (за три тижні Сологуб пройшов шлях від мирянина до єпископа), а через місяць він же і відлучив Сологуба від БАПЦ. У юрисдикції Сологуба з 2001 року служив колишній священик УПЦ США (Константинопольського Патріархату) Денис Бєлєнький зі штату Огайо.
Сологуб разом з сербським єпископом Дамаскіном у липні 2002 року висвятив на єпископа серба Йована (Пуріча, або Пуріца), який очолював місіонерську парафію в штаті Каліфорнія, а після смерті Миколи (Мацукевича) оголосив себе главою БАПЦ. До цього угруповання в 2002 році приєднався священнослужитель РПЦ Іван Спасюк. Як заявив 25 травня 2002 року Олександр (Сологуб): "Айцец Ян Спасюк маім указам быў прызначаны кіраўніком справаў БАПЦ у Беларусі з шырокімі паўнамоцтвамі". Але пізніше Спасюк залишив юрисдикцію БАПЦ і переїхав у США, де спочатку належав до "Всесвітнього Амеиканського Патріархату", а далі став кліриком Словянського вікаріату Константинопольського Патріархату в США (м. Маямі).
Єпископ Олександр Сологуб 9 серпня 2002 року в нью-йоркському районі Бруклін зареєстрував релігійну громаду БАПЦ під назвою "Holy Trinity Mission" (Святої Троїці місія) за адресою: 915 East 7th Street, Brooklyn, NY. 
У квітні 2003 року Йован був возведений у сан єпископа в Георгіївському монастирі БАПЦ у м. Клівленд (штат Огайо). 
Далі, у 2004 році собор духовенства нової гілки БАПЦ, під керівництвом Йована Пуріча (Пуріца) усунув від керівництва церквою Олександра (Сологуба), але визнання в іншій частині БАПЦ все одно не отримали.
Парафії БАПЦ під керівництвом Йована (Пуріца) утворилися в Канаді, Італії та Франції. Зокрема, у 2007-2008 роках до юрисдикції владики Йована тільки у США належало 12 православних громад.  Також у Канаді діючими вважалися 3 громади БАПЦ. 
Зокрема, один з домових храмів БАПЦ взяла у своє розпорядження зареєстрована 19 вересня 1995 року в місті Річмонд-Хілл у провінції Онтаріо (169 Cooperage Crescent, Richmond Hill, ON) незалежна православна громада "Orthodox Missionary Church Saint Vasiliye Of Ostrog", яку заснував та очолив священик Васо Райяк (Archpriest Vaso Rajak), орендуючий для своєї православної конфесії історичне приміщення БАПЦ у м. Торонто (524 St Clarens Ave, Toronto). 
Цей клірик у 1998 році став незалежним православним священиком. Указом архієпископа Оттавського РПЦ від 28 лютого 2002 року прийнятий у юрисдикцію РПЦ, а його громаду в Річмонд-Хілл очолив священик Зарко Мадзаревич (нині єпископ). Але вже з 21 грудня 2005 року Васо Райяк залишив РПЦ і повернувся у свою неканонічну гілку, згаданий у реєстраційних документах, як незалежний православний єпископ "Місіонерської православної церкви Канади" (нині - архієпископ Василій), а з 2015 року його заступником і президентом Духовної місії св. Василія Острозького служить громадянин Канади грузинського походження, єпископ Владімер Капанадзе. 
Громада Васо Райяка в Торонто спочатку в 2005-2008 роках перебувала в євхаристійному єднанні з прихильниками Йована (Пуріца), а єпископ Васо Райяк навіть вважався фактичним адміністратором і секретарем Канадської єпархії БАПЦ з центром у Торонто. 
Але згодом громада Васо Райяка визнала над собою владу висвяченого у 2008 року нового першоієрарха БАПЦ єпископа Святослава (Логіна). 
В 2009 році на єпископа БАПЦ Йован висвятив архимандрита Сергія (Рамановича) з Відня. Але юрисдикція не мала подальшого розвитку. У підсумку, в 2010 році предстоятель Йован Пуріц та єпископ Віденський і Австрійський Сергій (Раманович) приєдналися до Константинопольського Патріархату, і гілка БАПЦ під керівництвом Йована перестала існувати. 
Духовно-адміністративний центр БАПЦ (юрисдикції Йована) при храмі Воздвиження Чесного Хреста в місті Апленд (штат Каліфорнія), під керівництвом настоятеля Никодима Бібарта,  зі скитом під керівництвом румунського монаха Єфрема Анцутея не пізніше березня 2010 року перейшов у Румунську православну митрополію Америки і Канади.  Приблизно у цей же період припинила своє існування афільована з БПЦ незалежна православна громада під назвою "Румунська православна церква у вигнанні", яка діяла у м. Клівленд, штат Огайо.
У 1980-х роках центром БАПЦ став катедральний собор святого Кирила Туровського (побудований 1950 року) в Брукліні (401 Atlantic Avenue, Brooklyn, New York), де знаходилася резиденція митрополита Ізяслава (Бруцького). 
При соборі існує парафіяльна рада, що складається в основному з націоналістів-емігрантів нової хвилі. Собор часто використовується для громадських заходів, з церковної практики збереглися лише деякі зовнішні атрибути. 
З вересня 2003 року справами створення канонічної БАПЦ у Білорусії займався заштатний священнослужитель Білоруського екзархату РПЦ Василій (Костюк), який вирішив протиставити себе новій неканонічній гілці під керівництвом Олександра Сологуба та Йована Пуріца. 
Будучи рукоположений в УАПЦ 20 березня 2004 року на єпископа для БАПЦ, вже у 2005 році  єпископ Барановичський і Бруклінський Василій (Костюк), позиціонуючи себе новим предстоятелем БАПЦ, наклав анафему на секретаря Консисторії БАПЦ Бориса Данилюка  і виключив ряд членів парафіяльної ради БАПЦ за звинуваченням в неофашизмі, та закидаючи їм перетворення церковної громади в псевдохристиянську націоналістичну тоталітарну секту, дуже далеку від церкви. 
Білоруський церковний активіст Борис Данилюк (1923-2011) тоді керував Консисторією БАПЦ безпосередньо у себе вдома, в м. Сомерсет (за адресою: Borys Daniluk, Secretary of Consistory, 165 Beckett Place in Somerset, New Jersey). 
Незгодні з проголошеними на себе з боку Василя (Костюка) анафемами, прихильники націоналістичного крила БАПЦ на чолі з секретарем Консисторії БАПЦ Борисом Данилюком не визнали законним єпископство Василія (Костюка), і заблокували церкву в Брукліні. 
Між тим, Василія Костюка активно підтримав призначений керівником Дирекції міжнародних зв'язків БАПЦ архімандрит Дейніол з Уельсу (проживав за адресою: 11 Manod Rd, Blaenau Ffestiniog Gwynedd LL 41 4DE Wales UK).
Позбувшись реальної влади, Василь вийшов з БАПЦ і заснував нову організацію «Греко-православні парафії на Білорусі», повернувшись до свого рідного міста Пінськ у Білорусії. При цьому Василь (Костюк) продовжував титулуватися, як "Васiль, епiскап Бруклiнскi й Баранавiцкi, Адмiнiстратар i Сьцераж Мiтрапалiчага Прастолу БАПЦ". Спроби Василія (Костюка) зареєструвати власну релігійну громаду за місцем свого проживання у Пінську закінчилися невдачею, через протидію з боку Пінського міськвиконкому та білоруського КДБ.
Також Василь (Костюк) розкритикував сам факт існування БАПЦ, та закликав вірних до виходу з цієї структури.   У його організацію переходять люди, які не бажають входити в РПЦ, але і не приймає антиросійську і радикально-націоналістичну діяльність БАПЦ. 
Крім того, це єдиний «первосвященик», що розуміє необхідність згоди Московського і Константинопольського патріархатів для проголошення автокефалії.
25 березня 2007 року Василій (Костюк) рукоположив у сан священика білоруського бізнесмена Сергія Нехамеса-Горбіка, який у 2004 році переїхав з Білорусії на постійне проживання до Львова, та призначив його настоятелем Білоруської православної парафії св. Кирила Турівського у м. Львів, нібито існуючої у Львові з лютого 2006 року за благословенням митрополита Ізяслава (Бруцького), яка приблизно у 2008-2009 роках перейшла у юрисдикцію іншого відгалуження БАПЦ під керівництвом Іоанна (Пуріца). 
Але вже станом на 2011 рік Нехамес-Горбік з львівською білоруськомовною православною громадою де-факто належав до Львівської єпархії УАПЦ, став одним з редакторів існуючого в 2011-2015 роках сайту єпископа Львівсько-Самбірського Іоанна (Швеця) та активним діячем Самбірського православного братства свт. Павла (Конюшкевича). Також був одним з редакторів сайту прот. Євгена Заплетнюка "Українська автокефалія", а в 2014 році перейшов до УПЦ-КП, став кліриком Хмельницької єпархії.
Далі, через деякий час Нехамес (Горбік) Сергій Борисович був згаданий у 2022 році, як капелан ПЦУ, та прес-секретар ГФ "Подільська Січ", а також, як науковий співробітник «Православного Духовного Центру св. Івана Богослова» у м. Чернівці.
25 травня 2008 року Предстоятель УАПЦ митрополит Мефодій позбавив Василія (Костюка) сану єпископа. 
Перед цим у ході літургії, котру 11 травня 2008 року архієпископ УПЦ-КП Олександр (Биковець) з Детройту служив з  Макарієм (Карріоном) єпископом Х'юстонським та єпископом УПЦ-КП Паїсієм (Дмоховським), у Нью-Йорку колишній священнослужитель УПЦ-КП Святослав (Вячеслав Логін) був висвячений на єпископа Білоруської автокефальної православної церкви з титулом "Новогрудський і Північноамериканський", і тоді ж був обраний предстоятелем церкви. . Пізніше говорилося про те, що цю літургію Олександр та Паїсій відслужили без благословення Філарета. Однак одразу жодних санкцій застосовано не було.
У 2005 році митрополит Ізяслав наклав анатему на Бориса Данилюка. У відповідь Данилюк помістив Ізяслава в будинок для людей похилого віку та унеможливив будь-якої доступ до нього. Ізяслав помер у листопаді 2007 року.
На той час БАПЦ (Ізяслава-Данилюка) налічувала: 1 парафію в Канаді (Торонто), 2 в США (Бруклін і Гайленд Парк), 1 у Великій Британії (Манчестер) і 2 в Австралії (Аделаїда, Мельбурн). Однак реально діючими є тільки два приходу — в Брукліні і Гайл-Парку; Церкви в Аделаїді, Нью-Джерсі і Манчестері стояли порожні і руйнувалися.
Після конфліктів 2008 року БАПЦ було суттєво послаблено. Зокрема, Валійська або Уельська духовна місія у Великобританії у цей період перейшла з БАПЦ до УАПЦ.
Крім Нью-Йорку та Клівленду, ще одним центром діяльності БАПЦ у США стало м. Х'юстон (штат Техас), де існував монастир Соборноправної УАПЦ в юрисдикції владики Макарія (Карріона). З 24 лютого по 11 травня 2008 року насельником Х'юстонського чоловічого монастиря Чотирьох Єванеглістів був архімандрит Святослав (Вячеслав Логін), який 11 травня 2008 року висвячений на єпископа Новогрудського в юрисдикції Білоруської автокефальної церкви за участі єпископа Х'юстонського Соборноправної УАПЦ - владики Макарія (Карріона). 
Також за участі Макарія відбулася реєстрація в Х'юстоні громади «Білоруської автокефальної православної церкви» 9 червня 2014 року, одним з засновників став колишній громадянин України - в минулому священик Кримської єпархії УАПЦ Ігор Чикіта, висвячений у 2011 році єпископами Соборноправної УАПЦ під керіництвом Макарія на єпископа Віленського БАПЦ з іменем Серафим. 
До юрисдикції Серафима (Чикіти) приєдналися наступні зареєстровані білоруські православні громади зі штату Огайо:
- "St Nicholas Belarusan Autocephalic Orthodox Church" (Святого Миколая Білоруська автокефальна православна церква) у м. Клівленд (штат Огайо), існуюча у 2011-2016 роках; керівниками були білоруський підприємець Олександр Бартко з Клівленду, та священик і підприємець білоруського походження Дмитро Бєлєнький, мешканець містечка Бей-Вілладж (штат Огайо), 1971 року народження; останній у 2001-2006 роках очолював зареєстровану в м. Стронгсвіл (штат Огайо) громаду під управлінням єпископа Олександра (Сологуба) під назвою "American European diocese of Belarusan autocephalic orthodox church";  
- "Mother Of God Of Zyrovicy Belarusan Orthodox Church" (спочатку м. Брансвік, далі м. Стронгсвіл) - громада білоруського кафедрального собору, приєдналася в 2011 році, старостами були священик Михайло Страпко - житель містечка Брансвік (штат Огайо) до 2000 року, мешканці містечка Медіна (штат Огайо) -  Ольга Макдермотт і Хелен Конончук, а далі з 2008 року - мешканка Стронгсвілу Марія (Мері) Елдрет (Mary Aldrete), 1949 року народження; 
- нова конфесія під назвою "Belarusian Autocephalous Orthodox Church in Americа" (м. Стронгсвіл), яку заснував білоруський церковний активіст і підприємець Віктор Страпко, 1953 року народження, він 29 серпня 2019 року в штаті Огайо зареєстрував цю конфесію за адресою Білоруського івент-центру (11064 Webster Rd., Strongsville, OH 44136).
Отже, з 2011 року існують два відгалуження БАПЦ: під керівництвом Святослава (Логіна), та під керівництвом Серафима (Чикіти).
Єдину спробу побудувати храм БАПЦ в Білорусі була здійснена в 2002 році в містечку Пограничний Гродненської області протоієреєм Іваном Спасюком — колишнім священиком РПЦ, з 2002 року керуючим парафіями БАПЦ в Білорусі (проте, сама БАПЦ пізніше анулювала його визнання). Недобудована будівля була незабаром демонтовано за рішенням Годненського облвиконкому за порушення умов будівництва. 
Іван Спасюк організовує потім свою Білоруську народну церкву і входить з нею у "Всесвітній Американський Патріархат".  Це - діюяа з 1967 року в США нова неканонічна православна церква (початково мала назву "Білоруський Патріархат", з 1972 року існує під сучасною назвою), в яку приймають і висвячують в єпископів і патріархів без грунтовної підготовки. 
Там же, ймовірно, отримав титул патріарха і глава створеної на початку 1990-х років Білоруської народної автокефальної православної церкви (БНАПЦ), що не визнається БАПЦ, Петро Гуща, арештований у 1998 році в Мінську за приналежність до БАПЦ. Він засуджений за злісне хуліганство. Після суду емігрував з Білорусі. Його юрисдикцію в 2003 році представляв у Мінську священик Леонід Акалович.
У 2018-2019 роках активно діяв у Мінську ієромонах Вікентій (Ковальков), підлеглий Акаловича.
Періодично на опозиційних мітингах в Мінську перед телекамерами з'являлися невідомі люди, одягнені в одяг православних священиків, які скандують гасла разом з іншими учасниками мітингу. БАПЦ відкидає їх приналежність до своєї юрисдикції  і називає їх прихильниками «Всесвітнього Американського Патріархату».
Починаючи з 2022 року, існує білоруська православна громада у Варшаві, яку очолює священик БАПЦ Вячеслав Кучук (святар Вячаслаў Кучук).  Далі, з 2023 року Кучук згаданий, як священик БАПЦ у містах Оттава і Торонто в Канаді. 
У листопаді 2020 року Білоруська автокефальна православна церква відлучила від церкви і піддала анатемі Олександра Лукашенка як «одержимого дияволом». Рішення було прийнято в канадському місті Торонто архиєпископом Святославом Лонгін під час богослужіння.
У відповідь на це, РПЦ посилила боротьбу проти БАПЦ. Проросійський церковний активіст з Мінська - викладач Слєсарєв Олександр Валерійович опублікував у 2022 році антибілоруську за своєю суттю дисертацію доктора церковної історії на тему: "Церковная жизнь белорусской эмиграции в 1944—1991 гг.: проблемы организации, юрисдикционных противоречий и расколов" (Москва, 2022). Остання праця була написана, судячи з усього, на замовлення білоруського КДБ. 

## Церковно-адміністративні центри в еміграції
Початок білоруської православної діяльності в Америці відноситься до 1949–1950 р.р. У 1948 році архиєпископ Сергій (Охотенко) поселився в Австралії, а єпископ Василій (Томашик) — у Нью-Йорку. Перша божественна служба православних білорусів у США відбулась восени 1950 року. 
Спочатку центральна білоруська парафія існувала у «Білоруському будиночку» на Ashford street у Брукліні. Будиночок був невеликим, збоку знаходились кухня та невеличка кімната, у якій мешкав відомий білоруський композитор, професор Микола Куліковіч. Він, до речі, керував церковним та світським хором.

## Валійська або Уельська духовна місія
До БАПЦ у кінці 1990-их рр. приєднався архімандрит Дейніол (в миру Тайт Ай Тад Дейніол - Taith y Tad Deiniol), корінний валієць. Після виходу з РПЦ, у 1992 році отець Дейніол заснував самостійну "Православну церкву Уельсу", яка включила до своєї юрисдикції дві парафії: храм Всіх Святих Уельських у м. Бленау Фестініог (графство Гвінед) і Свято-Іллінський монастир в м. Ньютаун (графство Повис), останню спільноту заснував архімандрит Варнава (Буртон), померлий у 1996 році.
Станом на 2004 рік, саме Дейніол (The Very Reverend Tad Deiniol) у віснику "The Episcopal Church Annual" (Page 492) згадувався, як керівник Дирекції міжнародних звязків БАПЦ.
Після конфліктів 2004-2005 років, Дейніол залишив юрисдикцію БАПЦ, і перейшов до Української митрополії Константинопольського Патріархату.
1 листопада 2004 року під керівництвом Дейніола зареєстрована у новій редакції статуту релігійна організація під назвою "The Wales Orthodox Mission Limited".  

### Хронологія
- 988 — Білоруські землі у складі Київської Православної Митрополії.
- 992 — Заснування у Полоцьку єпископської православної катедри.
- X ст. — Побудова у Вітебську Благовіщенської церкви.
- X ст. — Побудова у Полоцьку Собору Святої Софії
- XI ст. — Турівське рукописне Євангеліє.
- 1106–1108 — Подорож ігумені Даніли до Єрусалиму.
- 1114 — Заснування єпископської катедри у Торові.
- 1130 — Князь Радислав заснував Греко-Латино-Білоруську академію у Смоленську.
- 1137 — Заснування єпископської кафедри у Смоленську.
- 1147 — Клімент Смаляціч обраний на Київського митрополита.
- 1154 — Смерть Клімента Смаляціча.
- 1159 — Перша історична відомість про православне братство у Полоцьку.
- XX ст. — побудова у Полоцьку церкви Христа Спасителя.
- 1240 — Татари руйнують Київ.
- 1243–1281 — Київський митрополит Кирило III переїздить до Клязми, готуючи цим перенос Київської митрополії на Московщину.
- 1317, 1327, 1329 — Представники Литовської Православної Церкви беруть участь у Константинопольських Синодах.
- 1317 — Заснування у Новгород-Литовському православної Митрополії на чолі з митрополитом Тахвілєм.
- 1354 — Константинопольський Патріархат затверджує Москву як зверхника Київської митрополії.
- 1363 — Литовський князь Ольгерд долучає українські землі до Великого Князівства Литовського.
- 1415 — Три православні собори у Новгороді. Православна церква у Великому Князівстві Литовському відмовляється підпорядковуватися московському митрополитові Фотію й 15 листопада 1415 року обирає Григорія Цамблака на Литовського митрополита.
- 1447 — Королівський привілей литовським православним магнатам, що зрівняв їх у правах з католицькими магнатами.
- 1517 — Біблія Франциска Скорини.
- 1569 — Приїзд до ВКЛ єзуїтів.
- 1596 — Берестейська церковна унія.
- 1602 — заснування у Могильові братства в оборні Православ'я.
- 1620 — Відвідини ВКЛ Константинопольським патріархом Техвілієм.
- 1623 — народне повстання у Вітебську супроти Унії, вбивство унійного архиєпископа Йосафата Кунцевича.
- 1633- Пінське Богоявленське братство.
- 1641 — Заснування братських шкіл у Могильові, Мінську, Слуцьку.
- 1668 — Король Ян Казимір обмежує права православного митрополита.
- 1686 — Підпорядкування Православної Церкви у Речі Посполитій Московському Патріархові.
- 1766 — Заборона говорити в сеймі в на захист православ'я.
- 1772 — Побудова у Смоленську Успенського собору.
- 1791 — Пінський Собор ухвалює автокефалію Православної Церкви у Речі Посполитій.
- 1839 — Заборона служіння білоруською мовою у Царській Росії.
- 1917 — Відокремлення на соборі у Москві церкви від держави.
- 1922 — Спроба Мінського митрополита Мелхідесека проголосити автокефалію.
- 1936–1938 — Заслання духівництва на Сибір.
- 1942 — Білоруський Православний Собор у Мінську оголосив автокефалію Білоруської Православної Церкви.
- 1946 — Православні ієрархи з Білорусі на еміграції долучаються до РПЦЗ.
- 1946 — Збори православних білорусів у Регензбурзі (Німеччина) виголошують протест проти долучення православної ієрархії з Білорусі до РПЦЗ.
- 1948 — Відновлення на Соборі у Констанції (Німеччина) Білоруської Автокефальної Православної Церкви.

### Предстоятелі
- 1922–1931 — Мелхиседек (Пайовський) (Митрополит Мінський)
- 1931 — 1939 — Філарета (Єпископ Бобруйський)
- 1942 — 1946 — Панцялєйман Ражноускі (Митрополит Мінський, у 1946 р. перейшов до РПЦЗ)
- 1946 — 1948 — Аляксандр Іназємцау (Митрополит Пінський та Поліський, опікувався БАПЦ після переходу єпископату до РПЦЗ)
- 1948 — 1971 — Сергій (Митрополит Мінський)
- 1972 — 1983 — Андрэй Крит (Митрополит Городненський)
- 1984 — 2007 — Ізяслав (Митрополит Полоцький)
- з 2008 — Святослав (Єпископ Новоградський і Північно-Американський)

## Парафії
- Білорусь:
  - Громада св. Єфросинії Полоцької в Мінську
- Австралія:
  - Храм Святих Віленських Мучеників у Мельбурні (штат Вікторія)
  - Храм Святих Апостолів Петра і Павла в Аделаїді (Південна Австралія)
  - Каплиця Жировицької ікони Божої Матері в Перті (Західна Австралія)
- Велика Британія:
  - Храм Жировицької ікони Божої Матері у Манчестері (Англія)
- США:
  - Катедральний собор святого Кирила Туровського у Нью-Йорку
  - Храм Жировицької ікони Божої Матері у Гайленд-Парку (Нью-Джерсі)
  - Храм Жировицької ікони Божої Матері у Клівленді (Огайо)
- Канада:
  - Храм святого Кирила Туровського в Торонто (Онтаріо)